# Montagny (Loire)
Montagny ist eine französische Gemeinde mit 1.100 Einwohnern (Stand: 1. Januar 2022) im Département Loire in der Region Auvergne-Rhône-Alpes. Sie gehört zum Arrondissement Roanne, zum Kanton Charlieu und zum Gemeindeverband Roannais Agglomération. 

## Geografie
Die Gemeinde Montagny liegt an der Grenze zum Département Rhône, etwa zwölf Kilometer östlich von Roanne. Nachbargemeinden von Montagny sind Coutouvre im Norden, La Gresle im Nordosten, Bourg-de-Thizy im Osten, Combre im Osten und Südosten, Saint-Victor-sur-Rhins im Südosten, Régny im Süden, Pradines im Südwesten sowie Perreux im Westen.

## Bevölkerungsentwicklung
| Jahr                       | 1962 | 1968 | 1975 | 1982 | 1990 | 1999 | 2006 | 2017 |
| Einwohner                  | 1123 | 1092 | 1058 | 1078 | 1124 | 1111 | 1105 | 1049 |
| Quellen: Cassini und INSEE |      |      |      |      |      |      |      |      |

## Sehenswürdigkeiten

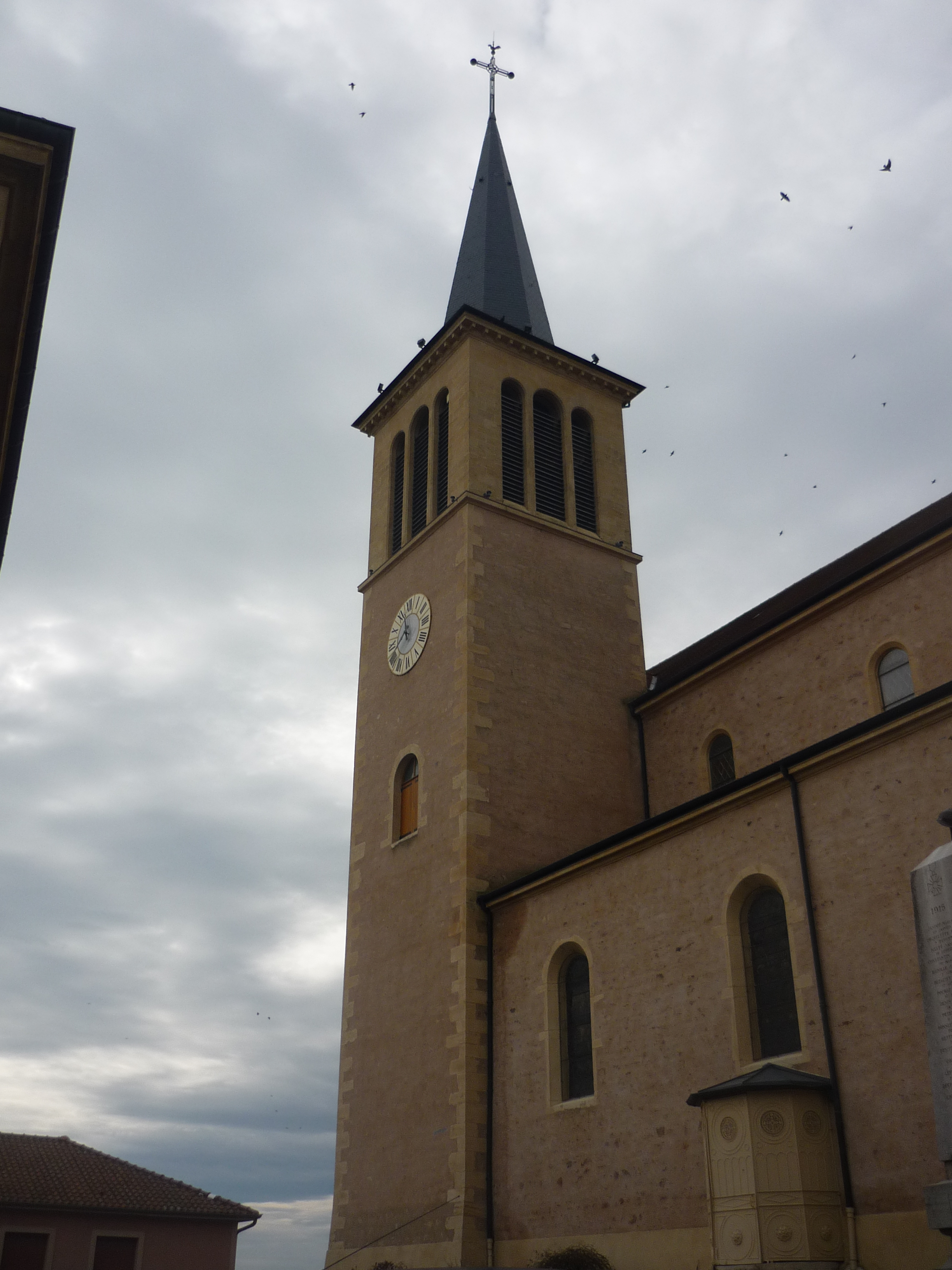
Kirche Saint-Sulpice
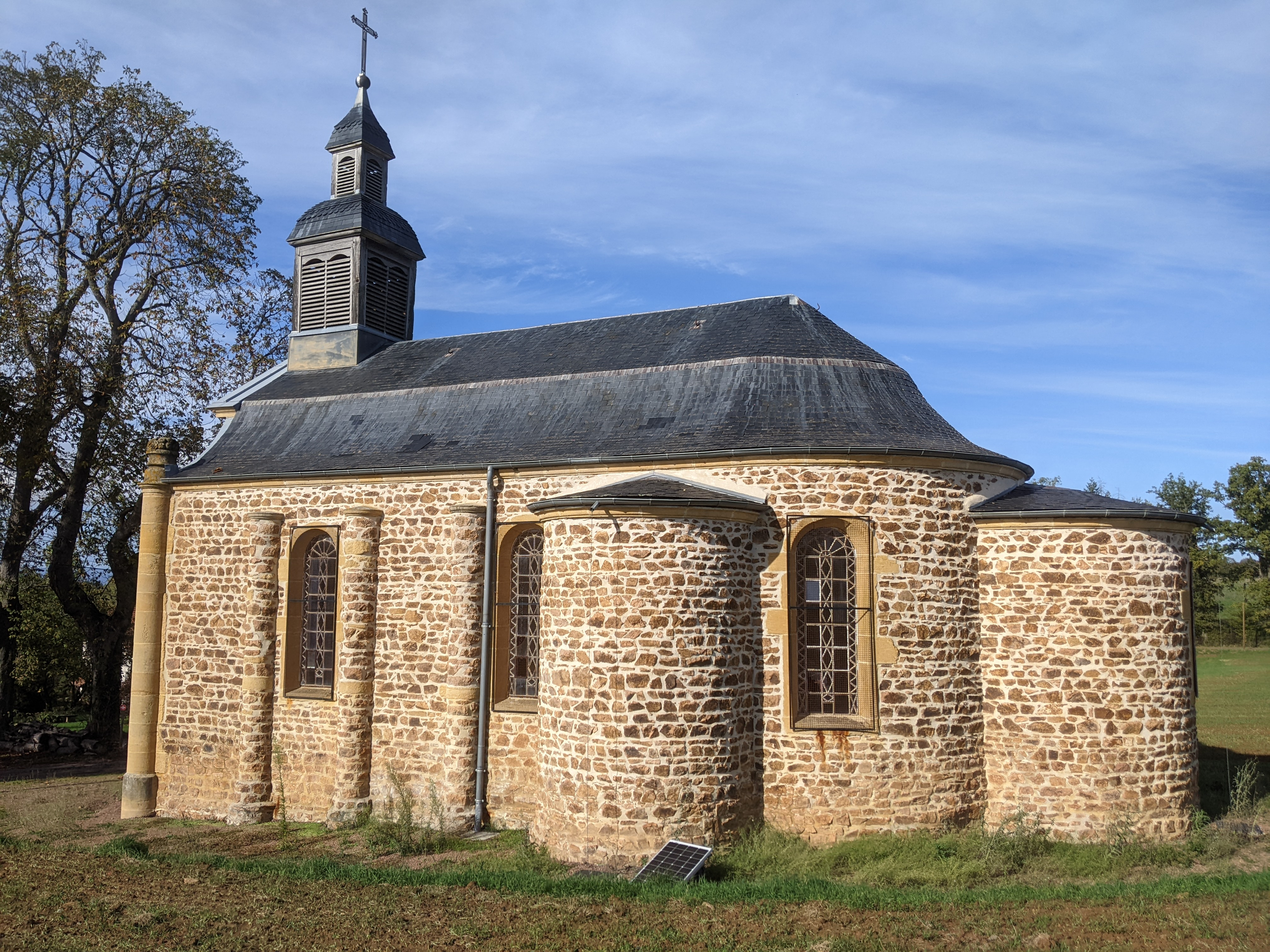
Kapelle Notre-Dame im Ortsteil Armont
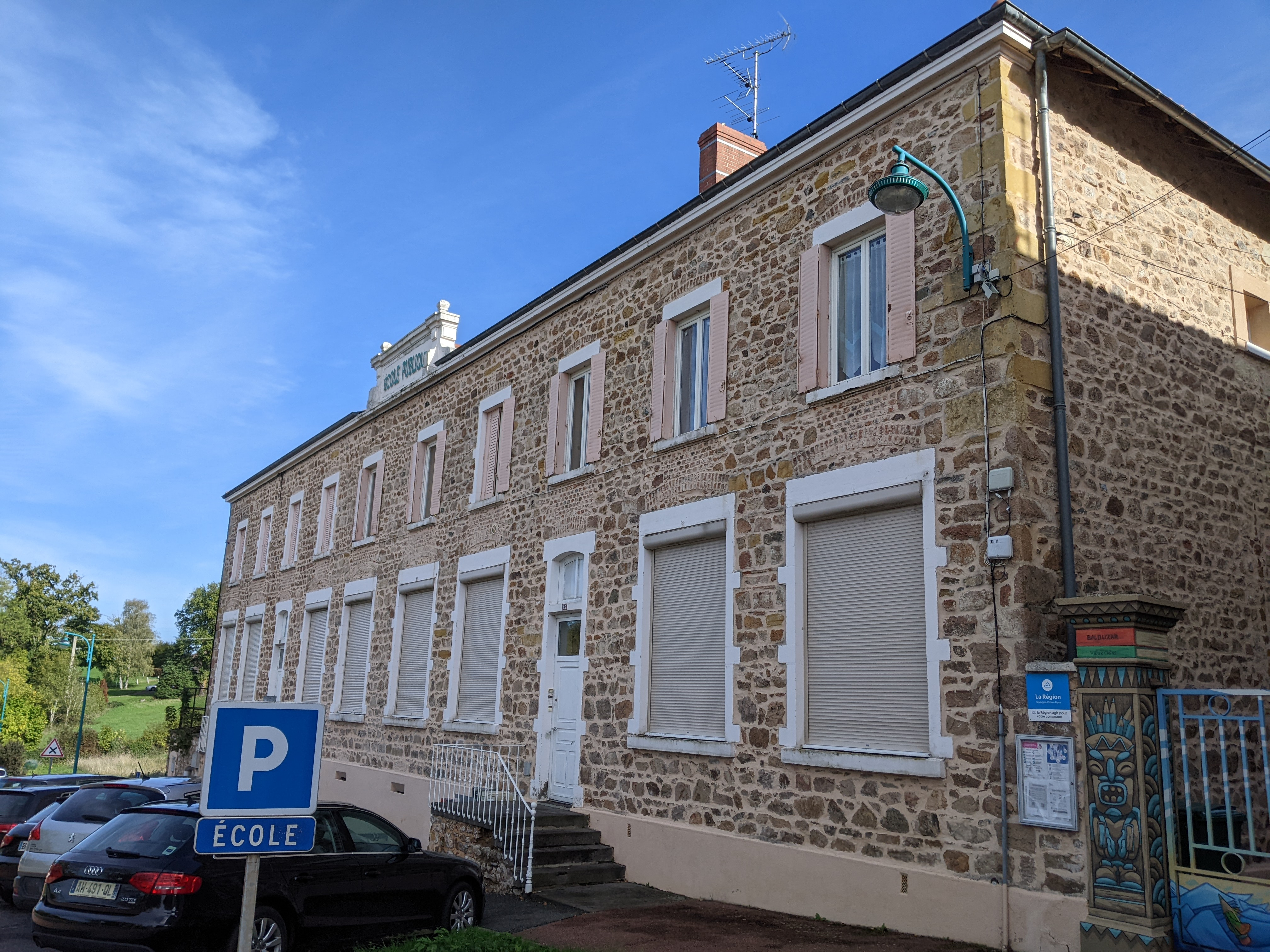
Schule
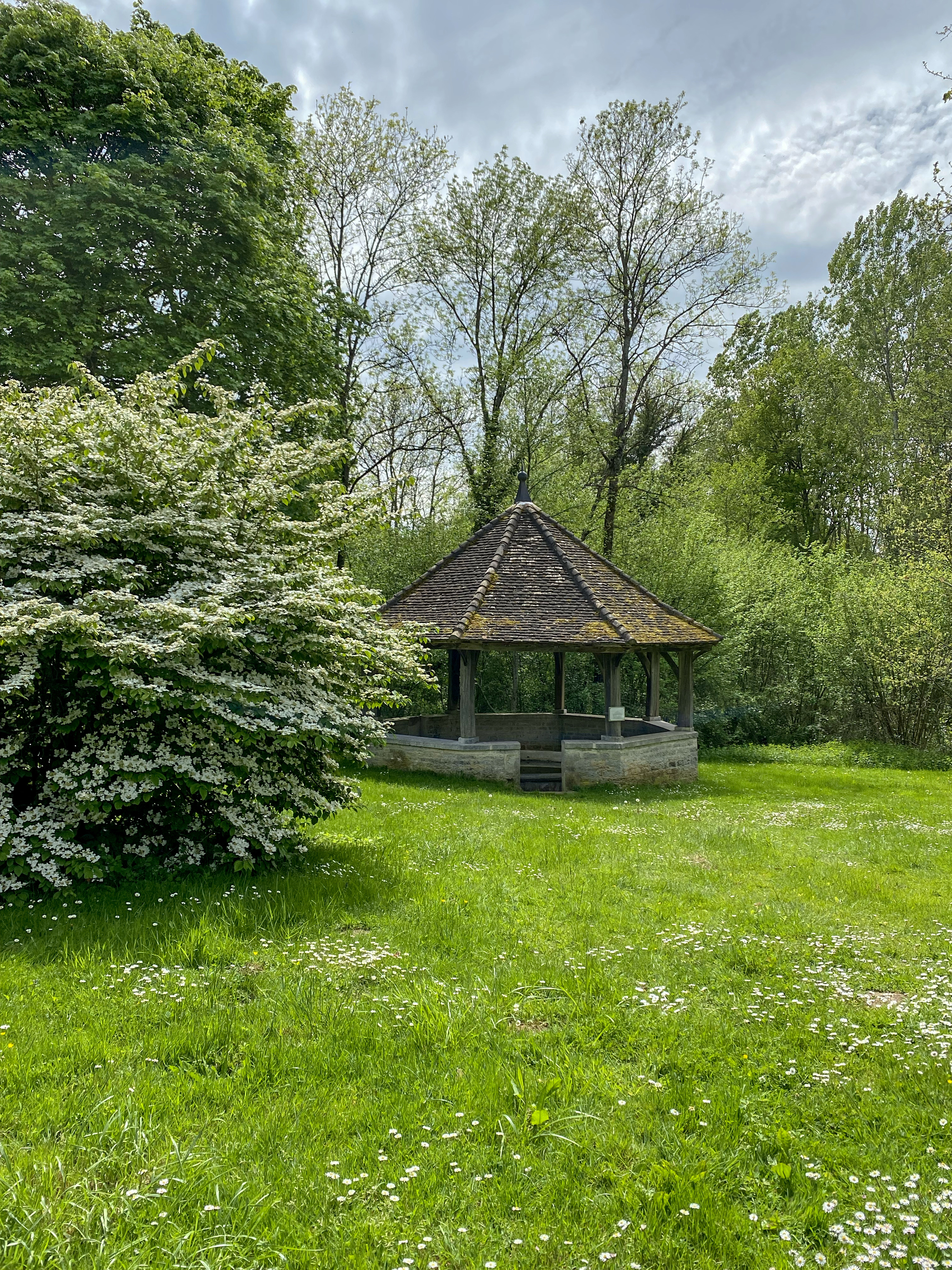
Ehemaliges öffentliches Waschhaus (lavoir)
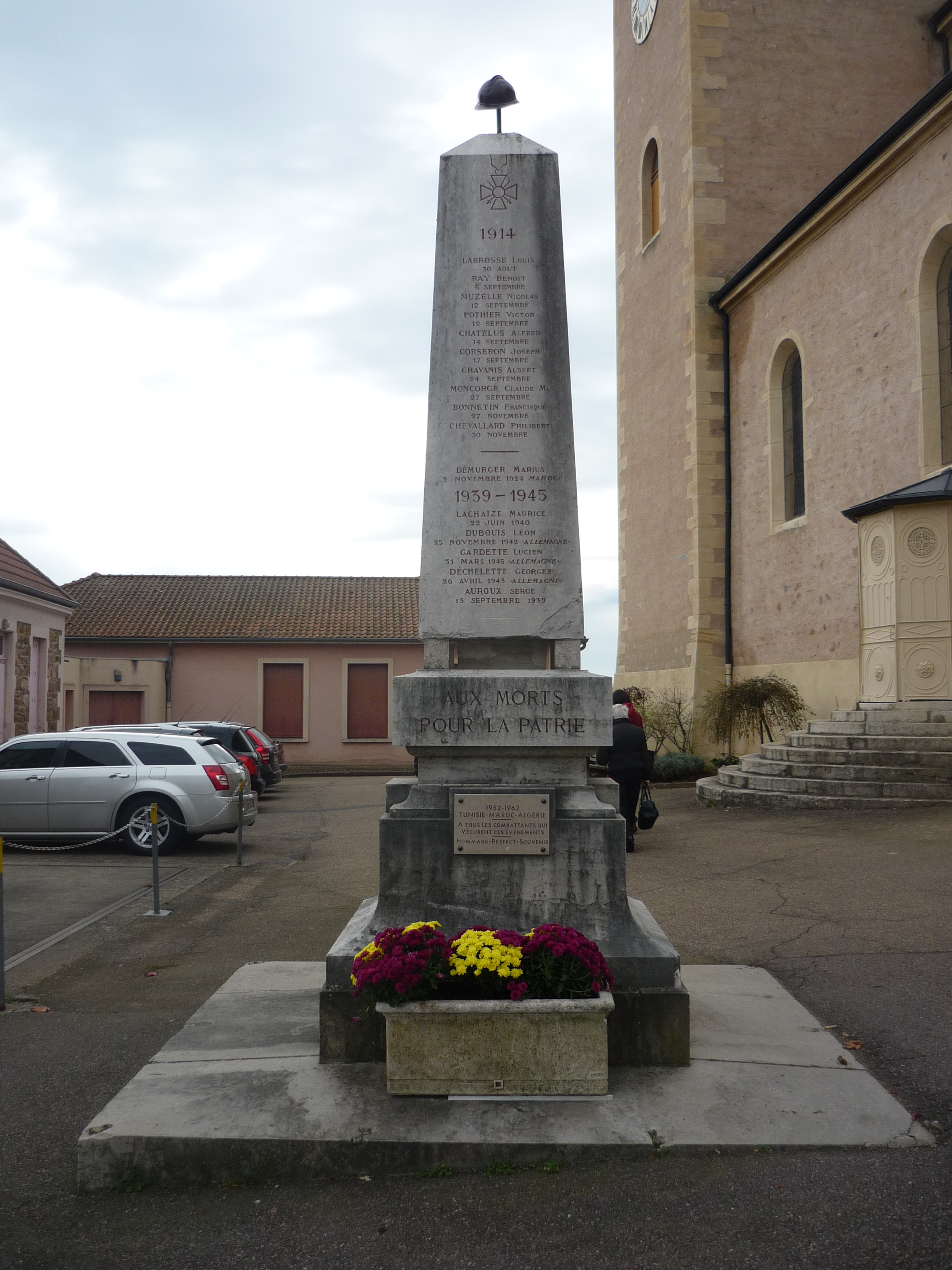
Gefallenendenkmal

- Schloss Armant
- Lavoir
- Schloss La Roche Thévenard
- zwei weitere Schloösser

- Kirche Saint-Sulpice
- Kapekke Notre-Dame d'Armont
- Schule
- Ehemaliges öffentliches Waschhaus (lavoir)
- Gefallenendenkmal

## Persönlichkeiten
- Paul Rivière (1912–1998), Widerstandskämpfer, Politiker, Bürgermeister von Montagny (1965–1983)